# Friedrich I. (Meißen)

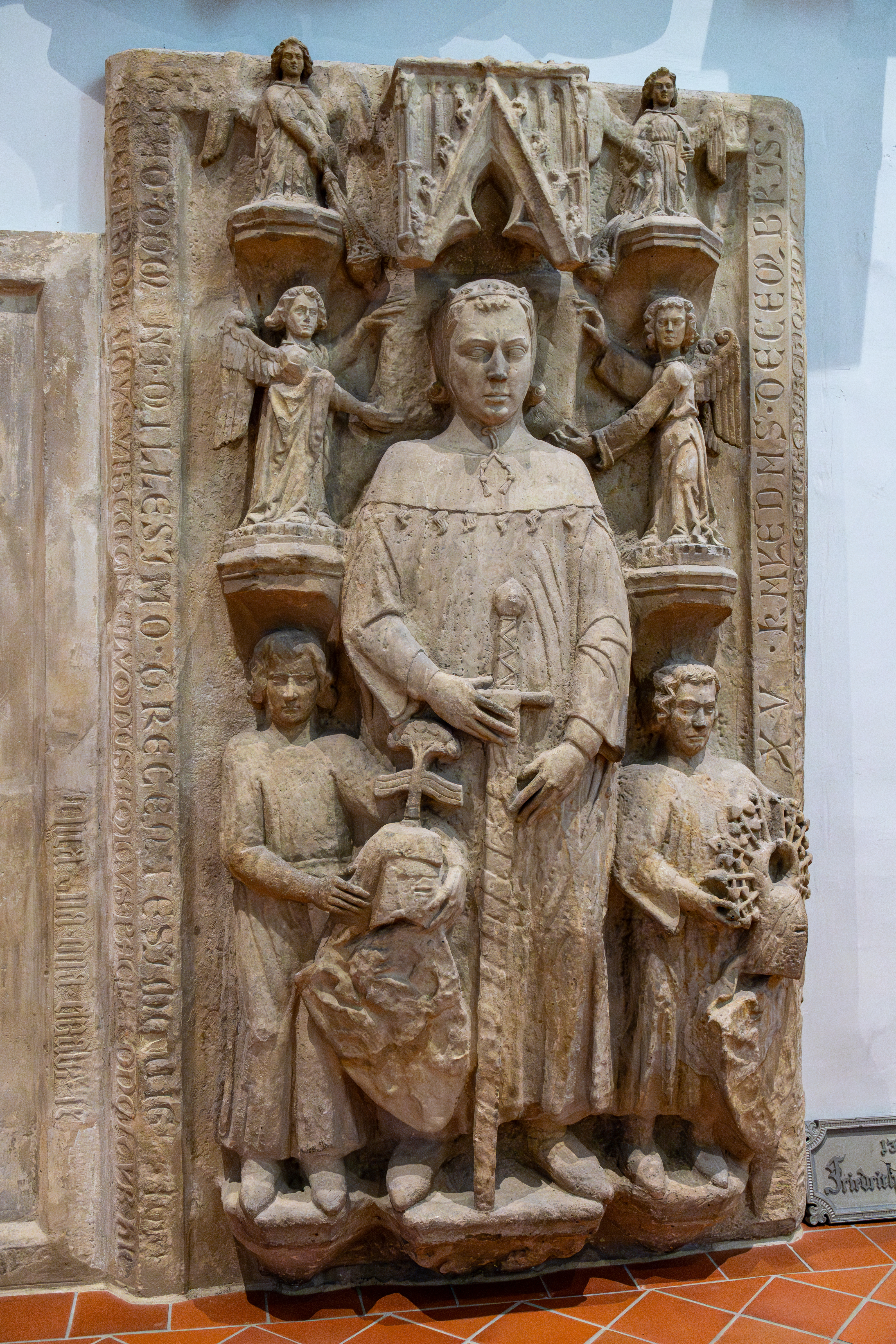
Grabplatte von Landgraf Friedrich dem Freidigen (Pfarrkirche St. Georgen in Eisenach (Thüringen), 14. Jahrhundert)

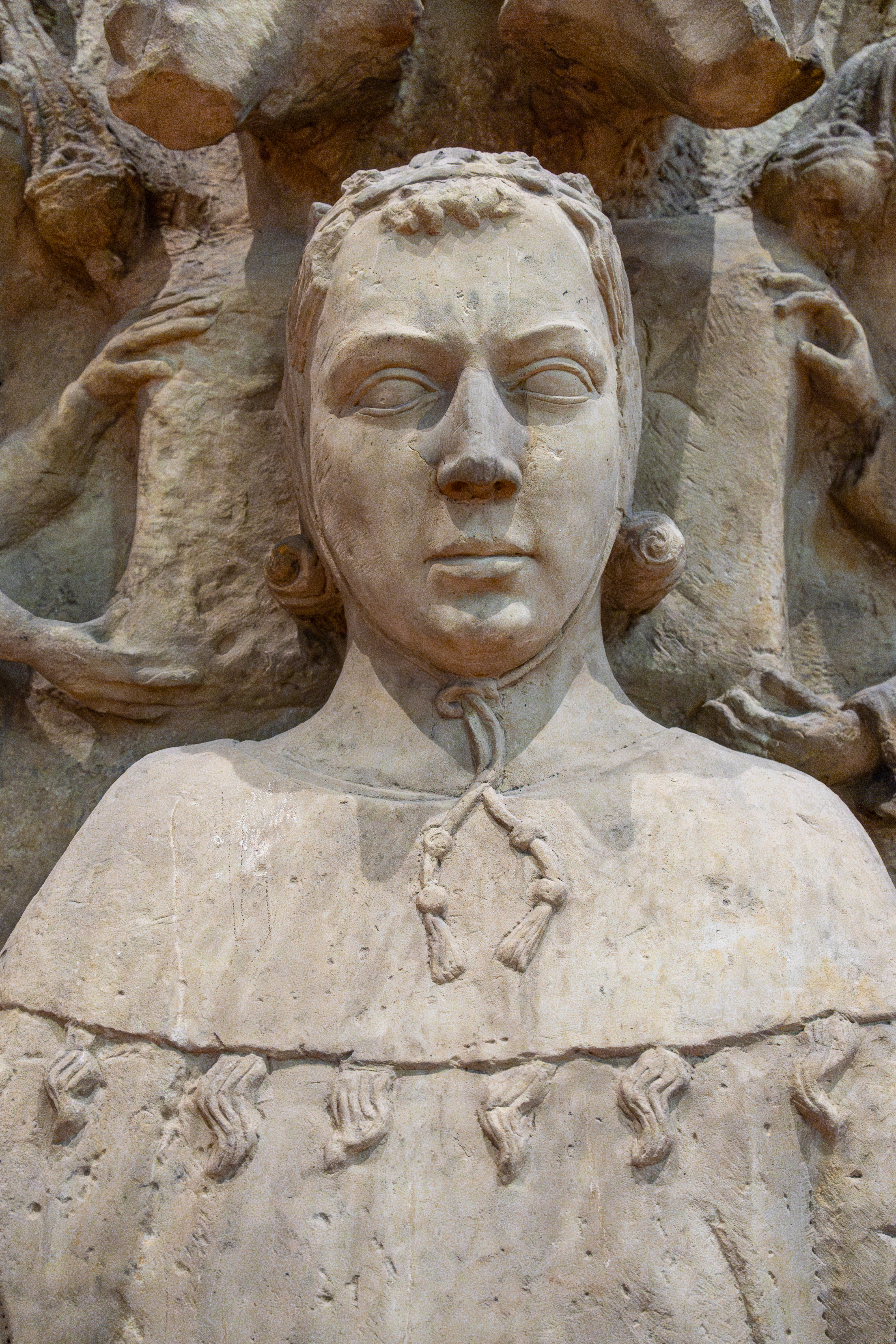
Detail der Grabplatte

Friedrich I., auch der Freidige, der Gebissene oder mit der gebissenen Wange genannt, (* 1257 auf der Wartburg; † 16. November 1323 ebenda) war Landgraf von Thüringen und Markgraf von Meißen.
Er selbst nannte sich 1269, nach dem Tod Konradins „Friedrich III., König von Jerusalem und Sizilien, Herzog von Schwaben, Landgraf zu Thüringen und Pfalzgraf zu Sachsen“, womit er seinen Anspruch in (kognatischer) Nachfolge seines Großvaters Friedrichs II. deutlich machte.

## Leben
Friedrich war der Sohn Albrechts des Entarteten und wurde 1257 auf der Wartburg geboren. Der Sage nach biss ihn seine Mutter Margaretha von Staufen, die vor ihrem Gemahl 1270 von der Wartburg floh, vom Abschiedsschmerz übermannt, in die Wange, und so wurde er auch „der Gebissene“ oder „mit dem Wangenbiss“ genannt. Schon als Knabe wurde er aufgrund verschiedener Prophezeiungen, die das Kommen eines dritten Kaisers Friedrich ankündigten, von den lombardischen Ghibellinen als Enkel Kaiser Friedrichs II. zur Übernahme der staufischen Erbschaft in Italien eingeladen; ab 1280 war er Pfalzgraf von Sachsen.
Weil sein Vater den Halbbruder Apitz bevorzugte, bekriegte er diesen und wurde dabei von seinem Bruder Dietrich IV. von der Lausitz unterstützt. Er geriet zwar 1281 in Gefangenschaft, nötigte aber 1289 nach längerem Kampf den Vater zur Anerkennung des Rechts der beiden Brüder. Nach dem Tod ihres Cousins Friedrich Tuta 1291 setzten sie sich in den Besitz seiner Länder, wobei Friedrich die Mark Meißen erhielt, ihrem Vater überließen sie nur die Mark Landsberg. Da aber König Adolf von Nassau Meißen und Osterland als durch Tutas Tod heimgefallene Lehen betrachtete und Thüringen dem verschuldeten Albrecht abkaufte, griffen beide zur Verteidigung ihres Erbes abermals zu den Waffen, mussten aber aus dem Land weichen.
Friedrich weilte in der Fremde, bis ihm 1298 der Tod König Adolfs bei Göllheim sein Land zurückgab. Auch sein Vater versöhnte sich mit ihm. Bald darauf aber erhob König Albrecht I. Ansprüche auf Thüringen und hatte die Städte, die reichsfrei zu werden wünschten, auf seiner Seite. Die landgräfliche Familie wurde auf der Wartburg von den Eisenachern belagert, doch gelang es Friedrich, sie zu befreien. Aber erst der Sieg bei Lucka am 31. Mai 1307 schaffte dem bedrängten Brüderpaar wieder Raum, und neuen Rüstungen des Königs kam dessen blutiges Ende zuvor.

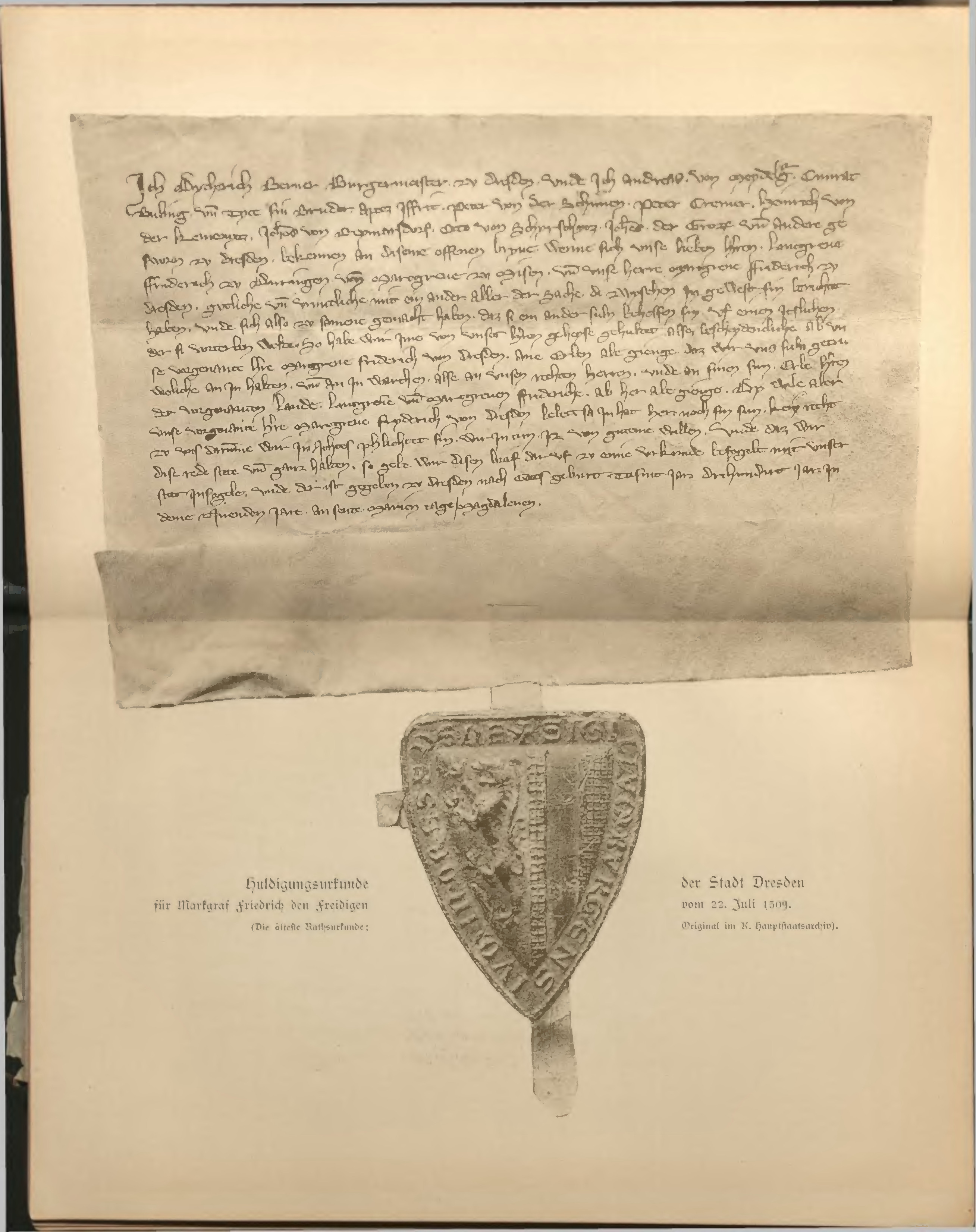
Huldigungsurkunde der Stadt Dresden für Markgraf Friedrich den Freidigen vom 22. Juli 1309

Nach Dietrichs Tod im Jahr 1307 huldigten die Vasallen Friedrich allein, da Albrecht schon früher gegen ein Jahrgeld auf die Regierung verzichtet hatte. Nur die Städte zeigten sich noch abgeneigt. Aber Erfurt wurde mit Gewalt unterworfen, und auch mit König Heinrich VII., dem sich Friedrich anfangs nicht hatte unterwerfen wollen, versöhnte er sich und erhielt von ihm 1310 seine Länder in feierlicher Belehnung zurück. Im Sommer 1310 rief der König von Böhmen, Heinrich von Kärnten, den Sohn seines Schwagers Friedrichs I., Friedrich gen. den Lahmen (1293–1315) nach Böhmen, um seine Krone gegen die Adelsopposition und das anrückende Heer der Luxemburger zu verteidigen. Im September 1310 eroberte und plünderte das Meißnisch-Kärntnische Heer unter Friedrich dem Lahmen Prag, verlor die Stadt jedoch im Dezember an die Luxemburger. Friedrich I. von Meißen schloss im Dezember 1312 Frieden mit Johann von Luxemburg, dem 1311 inthronisierten neuen König von Böhmen.
Mit Brandenburg dauerte der Kampf an, und als Friedrich in Gefangenschaft des Markgrafen Waldemar geriet, musste er seine Freiheit im Vertrag von Tangermünde 1312 mit 32.000 Mark Silber und der Abtretung der Mark Lausitz, des Landes zwischen Elbe und Elster sowie der Städte Hayn und Torgau erkaufen. Die 1316 erneuerte Fehde wurde 1317 durch den Magdeburger Frieden beendet. Durch das Aussterben des askanischen Hauses gewann Friedrich alles Verlorene bis auf die Marken Landsberg und Lausitz zurück. Jetzt erst konnte er einen allgemeinen Landfrieden stiften.
Seit 1321 durch einen Schlaganfall gelähmt – er hatte in einem Kloster zu Eisenach das geistliche Schauspiel von den klugen und törichten Jungfrauen gesehen und war in große Aufregung darüber geraten, dass den törichten Jungfrauen auch die Anrufung der Heiligen nicht half –, starb er am 16. November 1323. Seine Gebeine wurden später von Eisenach auf die Burg Grimmenstein in Gotha überführt, sein Grabmal aber wurde in Reinhardsbrunn aufgestellt.

## Ehen und Kinder
Friedrich I. schloss zwei Ehen:
1. am 1. Januar 1286 mit Agnes, Gräfin von Görz und Tirol († 14. Mai 1293), Tochter des Grafen Meinhard und der Elisabeth von Bayern. Aus der Ehe ging ein Sohn hervor: Friedrich der Lahme (* 9. Mai 1293; † 13. Januar 1315 in Zwenkau), verheiratet mit Anna († 22. November 1327 in Wismar), Tochter Albrechts II., Herzog von Sachsen-Wittenberg und der Agnes von Habsburg.
2. am 24. August 1301[7] in Gotha mit Elisabeth, Gräfin von Lobdeburg-Arnshaugk (* 1286; † 22. August 1359), Tochter Ottos IV. von Lobdeburg-Arnshaugk († 1289) oder Hartmanns XI. von Lobdeburg-Arnshaugk († 1289) und Elisabeths von Orlamünde. Letztere war seit 1290 mit seinem Vater Albrecht verheiratet. Er heiratete somit seine Stiefschwester.

Aus der 2. Ehe überlebten zwei Kinder
- Elisabeth (* 1306, † 1368), 1322 verheiratet mit Heinrich II. von Hessen
- Friedrich II. (* 30. November? 1310 in Gotha, † 18. November 1349 auf der Wartburg)

## Friedrich I. von Meißen auf der Bühne
- Alexander Rost: Landgraf Friedrich mit der gebissenen Wange. Romantisches Drama in 5 Akten. UA 1847,  Verlag Sturm und Koppe,  Leipzig 1848